# Elcival Ramos Caiado
Elcival Ramos Caiado (Goiás, 10 de abril de 1923) é um advogado, agropecuarista e político brasileiro. Membro de uma tradicional família da política goiana, foi deputado estadual por Goiás em três mandatos consecutivos, entre 1963 e 1975, e deputado federal pelo mesmo Estado entre 1975 e 1979.

## Biografia
Filho de Antônio Ramos Caiado (Totó Caiado), que foi deputado federal e senador durante a Primeira República, e de Maria Amorim Caiado, Elcival formou-se em Direito pela Faculdade da Universidade Federal Fluminense, em 1949. Estabeleceu-se posteriormente nos municípios de Anápolis e Goiânia, onde atuou como advogado e agropecuarista. É casado com Terezinha Barbosa Caiado e pai de quatro filhos: Antônio, Eliana, Beatriz e Mariza. Caiado é tio de Ronaldo Caiado, atual governador de Goiás.

## Carreira política
Elcival iniciou sua carreira política como presidente do diretório municipal da UDN em Anápolis. Em 1962, foi eleito deputado estadual por Goiás pelo PDC, exercendo o mandato de 1963 a 1967, período em que atuou como líder partidário entre 1964 e 1965. Posteriormente, filiou-se à ARENA, sendo reeleito deputado estadual para os períodos de 1967 a 1971 e de 1971 a 1975. Durante esses mandatos, ocupou os cargos de presidente (1968–1970) e vice-presidente (1973–1975) da Assembleia Legislativa. Em 1974, foi eleito deputado federal por Goiás, exercendo o mandato de 1975 a 1979.